# Joseph Lubin

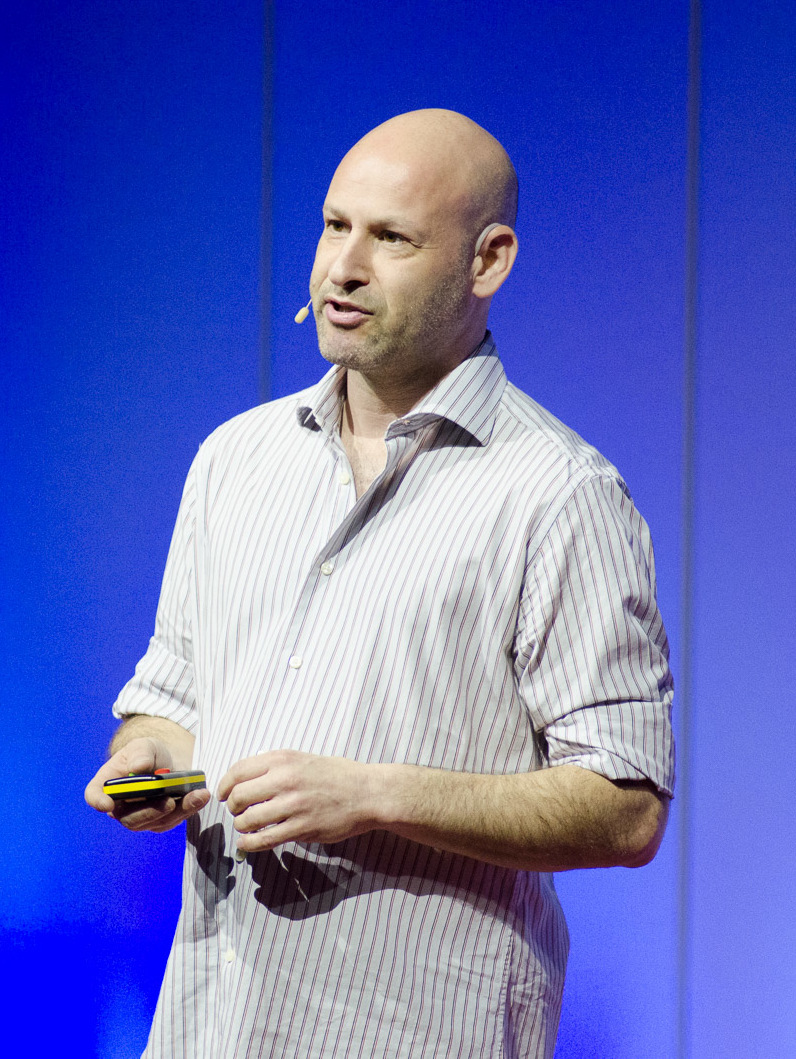
Joseph Lubin, 2016

Joseph Lubin is een Canadese ondernemer. Hij heeft verschillende bedrijven opgericht, inclusief het in Zwitserland gevestigde Ethereum, een decentraal cryptogeldplatform. Daarnaast is hij de oprichter van ConsenSys, een softwareproducent van blockchaintoepassingen, die zijn hoofdkwartier heeft in Brooklyn, New York. Lubin heeft verschillende functies bekleed op het gebied van financiële technologie. Na cum laude te zijn afgestudeerd in elektrotechnische ingenieurswetenschappen en computerwetenschappen aan de Princeton-universiteit, werkte hij als onderzoeker in het roboticalab van Princeton. Daarna werkte Lubin bij Vision Applications Inc., een firma die onderzoek doet naar autonome mobiele robotica, computervisie en kunstmatige neurale netwerken.  